# Hemistigma
Genre
Hemistigma est un genre d'insectes de la famille des Libellulidae appartenant au sous-ordre des anisoptères dans l'ordre des odonates. Il comprend trois espèces.

## Espèces du genreHemistigma
- Hemistigma affinis (Rambur, 1842)
- Hemistigma albipuncta (Rambur, 1842)
- Hemistigma ouvirandrae Förster, 1914